# Ochetostoma natalense
Ochetostoma natalense är en djurart som tillhör fylumet skedmaskar, och som beskrevs av Biseswar, R. 1988. Ochetostoma natalense ingår i släktet Ochetostoma och familjen Echiuridae. Inga underarter finns listade i Catalogue of Life.